# 格奧爾基·多布羅沃爾斯基

格奧爾基·季莫费耶维奇·多布羅沃爾斯基（Георгий Добровольский，1928年6月1日—1971年6月30日）是蘇聯宇航员，聯盟11號任務的指揮官。1971年6月初，多布羅沃爾斯基與弗拉迪斯拉夫·沃爾科夫、維克托·帕察耶夫三人乘坐聯盟11號太空梭登上禮炮1號。1971年6月29日三人離開禮炮1號太空站返回地表，但在返回過程中聯盟11號的氣閥突然打開，三人當场窒息而死。多布羅沃爾斯基在死後被追贈蘇聯英雄、列寧勳章。